# 烟台兵变
烟台兵变，是在1913年1月5日下午，山东烟台驻军因编遣问题而爆发的一场兵变。

## 兵变经过
1911年辛亥革命之后，因历史原因，烟台驻军番号众多，素质，装备参差不齐。共计有同盟会系统的商震军，北洋系统的靳云鹏军，连承基的关外军，本地的鲁军和海军。北洋政府多次裁撤烟台驻军，但由于种种原因，造成士兵裁而不去，滞留烟台市区，妨害治安，加之裁撤问题所带来的粮饷不足，则令到烟台各派系的军队均军心不稳。
1913年1月3日，关外军第一营，第三营因粮饷问题闹事，但到中午被缴械。随后，第二营遵照命令裁撤，交还武器，等候领受遣散费。但是，早在年前裁撤的本地鲁军士兵素与关外军士兵不和。在关外军士兵解除武装后，便聚众滋事，围攻，殴打无武装的关外军第二营士兵。第二营士兵愤怒，前往团部要求立即发放遣散费用。
1月5日下午4时，士兵因久不得回应，遂群起闹事，捣毁团部，打破军械库大门抢夺武器。第一，第三营士兵遂起相应，在烟台市区闹事，抢劫，纵火。商震立即出兵镇压，同时带领各营营长分头劝说，暂时稳住了变兵。1月6日，商震紧急筹款，分发遣散费，安抚变兵人心。下午，商震军武装押送变兵坐上两艘轮船，渡海前往大连，在大连就地遣散，兵变平息。
此次兵变导致烟台市区商铺遭抢劫，毁坏28间，纵火烧毁房屋80余间，经济损失约5万银元。士兵伤亡20多人。